# Кауч, Дариус
Дариус Нэш Кауч (англ. Darius Nash Couch; 23 июля 1822 — 12 февраля 1897) — американский военный, бизнесмен и натуралист. Участник мексиканской войны, второй семинольской войны, генерал армии Союза во время американской гражданской войны.
В годы гражданской войны Кауч отличился в кампании на полуострове и под Фредериксбергом. Он участвовал в сражении при Чанселорсвилле, а во время геттисбергской кампании командовал пенсильванским ополчением, обороняя северный берег реки Саскуэханна. Командовал II корпусом Потомакской армии, а также дивизиями на восточном и западном театрах войны.

## Ранние годы
Кауч родился в 1822 году на ферме в округе Патнам, в штате Нью-Йорк. Своё имя он обычно произносил как /dəˈraɪ.əs ˈkoʊtʃ/. Он обучался в местных школах, в 1842 году поступил в военную академию Вест-Пойнт, которую окончил 13-м из 59 кадетов выпуска 1846 года. 1 июля 1846 года он был определен в 4-й артиллерийский полк во временном звании второго лейтенанта.
Свой первый боевой опыт Кауч получил во время мексиканской войны, где отличился в сражении при Буэна-Виста 23 февраля 1847 года. За храбрость в этом бою он получил временное звание первого лейтенанта, а 4 декабря это звание стало постоянным. После войны, в 1848, Кауч служил в гарнизона форта Монро, а в 1849 — в форте Пикенс во Флориде и в форте Кей-Уэст. В 1849 и 1850 годах участвовал в семинольских войнах.
В том же 1850 году Кауч был послан в форт Коламбус в нью-йоркской гавани, а в 1851 году служил в Лемей (штат Миссури). В конце года он вернулся в форт Коламбус и был направлен в форт Джонстон в Серной Каролине. В 1852 и 1853 годах он служил в гарнизоне форта Миффлин в Филадельфии.
В 1853 году Кауч взял отпуск на год и присоединился к научной экспедиции Смитсоновского института в северную Мексику. Там он открыл два новых вида, которые теперь известны, как Couch's kingbird и Couch’s spadefoot toad. Вернувшись в штаты в 1854 году, он отправился на службу в Вашингтон, а затем в форт Индепенденс в бостонской гавани, в Массачусетсе. В том же году он оказался в форте Ливенворт в Канзасе, где прослужил до следующего года. 30 апреля 1855 года Кауч уволился из армии США. С 1855 по 1857 годы он был коммерсантом в Нью-Йорке, затем отправился в Тоунтон (Массачусетс) и работал в компании, принадлежавшей семье его жены. В Тоунтоне его застало начало гражданской войны.

## Гражданская война
Когда началась война, Кауч стал полковником федеральной армии и 15 июня 1861 года возглавил 7-й Массачусетский полк. В августе, когда была сформирована Потомакская армия, Кауч стал бригадным генералом (присвоено задним числом от 17 мая). Его бригада состояла из четырех полков:
- 7-й Массачусетский пехотный полк (командир — полковник Нельсон Дэвис),
- 10-й Массачусетский пехотный полк (командир — полковник Генри Бриггс),
- 36-й Нью-Йоркский пехотный полк (командир — полковник Иннес),
- 2-й Род-Айлендский пехотный полк (командир — полковник Фрэнк Уитон).

Бригада Кауча сначала существовала как отдельная, а в сентябре была введена в дивизию Бьюэлла. В ноябре дивизию возглавил Эразмус Киз.
В начале марта 1862 года, после создания корпусной системы, Кауч возглавил 1-ю дивизию IV корпуса (бывшую дивизию Кейеса). Свою бригаду он передал полковнику Генри Бриггсу. В итоге его дивизия состояла из трёх бригад:
- Бригада Генри Бриггса
- Бригада Лоуренса Грэма
- Бригада Джона Пека

С июля 1861 года по март 1862 он служил в укреплениях Вашингтона, а с марта принял участие в кампании на полуострове. Его дивизия участвовала в осаде Йорктауна и в сражении при Уильямсберге.
Кауч так же командовал дивизией в сражении при Севен-Пайнс. Корпусной командир Киз приказал дивизиям Кауча и Кейси выдвинуться вперед относительно главной оборонительной линии федеральной армии. В результате дивизии оказались открыты для удара с трёх сторон, но атаки армии Конфедерации были плохо организованы, и это помогло Каучу устоять. В ходе боя Кауч даже попробовал провести контратаку силами своего прежнего 7-го Массачусетского полка и 62-го Нью-Йоркского, но не добился успеха.
Затем Кауч командовал своей дивизией во время Семидневной битвы, участвуя в сражениях при Оак-Гроув и при Малверн-Хилл. В июле 1862 года здоровье Кауча ухудшилось, и он подал прошение об отставке, но главнокомандующий Макклеллан отказался переправить его прошение в военный департамент, и вместо этого присвоил Каучу звание генерал-майора (присвоено 4 июля). Позже в сентябре Кауч участвовал в мерилендской кампании, но 17 сентября отсутствовал на поле боя при Энтитеме.
14 ноября 1862 года Кауч стал командиром II корпуса Потомакской армии вместо генерала Самнера, который возглавил «Правую гранд-дивизию». В декабре, во время сражения при Фредериксберге, корпус Кауча состоял из трех дивизий, которыми командовали Уинфилд Хэнкок, Оливер Ховард и Уильям Френч. Утром 12 декабря его пехота пыталась помочь федеральным инженерам навести мосты через Раппаханок. Когда попытка наведения мостов не удалась, было решено переправить небольшие пехотные группы на лодках на другую сторону реки для ликвидации снайперов Конфедерации. Это задание поручили 3-й бригаде 2-й дивизии корпуса Кауча: бригаде Норманна Холла.
Когда армия вошла в Фредериксберг, в городе начались грабежи, так что Кауч распорядился армейской полиции перекрыть мосты через Рапаханок, чтобы воспрепятствовать вывозу награбленного. На следующий день корпусу было приказано атаковать позиции противника у подножия высот Мари. Для удобства наблюдения Кауч поднялся на крышу здания фредериксбергского окружного суда и оттуда следил за наступлением дивизий. По слухам, видя последствия неудачных атак, он сказал «О Боже! Вы смотрите, как гибнут наши люди, наши несчастные парни». Он приказал Ховарду сместить свою дивизию вправо и попробовать атаковать позицию противника с фланга, однако местность не позволила осуществить этот маневр. В итоге и атака дивизии Ховарда так же сорвалась.
Когда в наступление пошли другие корпуса, Кауч приказал артиллерии выдвинуться вперед и открыть огонь по позициям противника с близкой дистанции. Его командир артиллерии не захотел подвергать артиллерию такой опасности, но Кауч сказал, что надо помочь наступающей пехоте хотя бы таким способом. Тогда артиллерия подошла на 150 метров к позициям южан у каменной стены и открыла огонь прямой наводкой, но быстро потеряла почти всех артиллеристов, не добившись ощутимого результата. Сам Кауч в это время не спеша прохаживался за линией своей пехоты, которая лежала на земле и вела огонь до темноты. После войны он вспоминал:

Мушкетный огонь был сильным, а артиллерийский просто ужасающим. Я сообщал, много раз, нашей артиллерии правее Фалмута, что ни попадают по нам, разрывая наших людей на куски. Я думал, что они неверно рассчитали расстояние. Но позже я узнал, что это так стреляли орудия противника на нашем дальнем левом фланге.— 
Во время атак корпус Кауча понес тяжелые потери, как и вся Правая гранд-дивизия. По донесениям Кауча, он потерял примерно 4000 человек. Дивизия Френча потеряла 1200 человек, дивизия Хэнкока — 2000, а дивизия Ховарда — примерно 850, из которых 150 было потеряно 1 декабря на переправах через Раппаханок.
После разгрома под Фредериксбергом и неудачного «Грязевого марша» в январе 1863 года командующий Потомакской армией был смещён, и на его место назначили Джозефа Хукера. Хукер провел реорганизацию армии, после которой Кауч остался во главе II корпуса, а сам корпус теперь состоял из дивизий Хэнкока и Френча, а дивизию Ховарда возглавил Джон Гиббон. Общая численность корпуса составила 17 000 человек.

### Чанселорсвилл

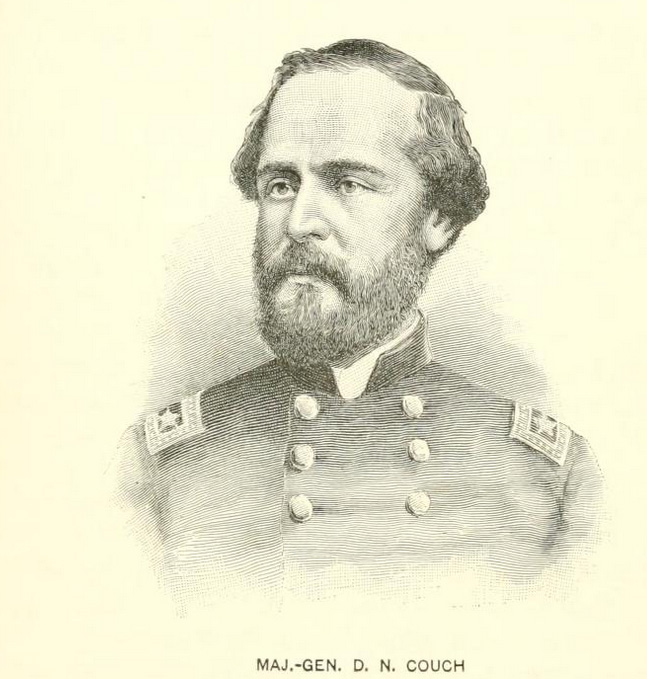
Дариус Кауч, гравюра 1886 года.

В ходе последующей Чанселорсвиллской кампании Кауч был самым старшим по званию корпусным командиром и фактически заместителем генерала Хукера. В последние дни апреля Хукер начал своё наступление: часть его корпусов начала фланговый марш, чтобы выйти в тыл Северовирджинской армии. Две дивизии Кауча были оставлены охранять переправу Бэнкс-Форд, а дивизия Гиббона стояла в Фалмуте. 30 апреля Кауч перешёл Раппаханок и направил корпус к перекрестку дорог у дома Чанселорсвилл. На следующий день Хукер начал наступление от Чанселорсвилла на восток, но столкнулся с сопротивлением южан и отдал приказ на отход к Чанселорсвиллу. Кауч в это время находился при наступающей колонне Сайкса; позже он писал, что не захотел подчиниться этому приказу и отправил штабного офицера к Хукеру за разъяснениями. Историк Стивен Сирс писал, что такая решительность удивительна для осторожного Кауча, который в данный момент только что прибыл на поле боя и ещё не мог знать всего положения вещей. Но Хукер настоял на отходе.
Днём 2 мая Джексон «Каменная стена» атаковал правый фланг Потомакской армии и разгромил XI корпус, и в итоге армия заняла оборону полукругом. Корпус Кауча стоял фронтом на восток. Утром 3 мая южане начали атаки с запада. Около 10:00 генерал Хукер получил травму головы одной из обрушившихся колонн дома Чанселлора и был отведён в тыл, где сдал командование Каучу. При этом Кауч должен был продолжать удерживать оборону и отступить на более удобную позицию, если будет необходимо.
Не желая более служить при Хукере, Кауч подал в отставку 22 мая. Вскоре, 11 июня, он был назначен командиром департамента Саскеханна. Когда 15 июня южане перешли Потомак и вторглись в Камберлендскую долину, Кауч набирал и организовывал пенсильванское ополчение для сопротивления вторжению и обороны Гаррисберга. Подразделения Кауча участвовали в перестрелке с кавалерией южан, известной как сражение при Спортинг-Хилл. После сражения при Геттисберге ополченцы Кауча участвовали в преследовании отступающей Северовиргинской армии.
В августе 1864 года южане снова вторглись в его департамент: генерал Джон Маккаусланд сжёг Чамберсберг. В декабре того года Кауч вернулся к полевой службе — его отправили на Запад, где он возглавил дивизию XXIII корпуса Огайской армии и участвовал во Франклин-Нешвилской кампании. После этого его дивизия была задействована в Каролинской кампании. 8 мая 1865 года Кауч ушёл в отпуск, а 26 мая подал в отставку.

## Послевоенная деятельность
Уволившись из армии, Кауч вернулся в Тоунтон, где был кандидатом в губернаторы Массачусетса от Демократической партии. Победить ему не удалось. Некоторое время он возглавлял горнодобывающую кампанию в Западной Вирджинии. В 1871 году он переехал в Коннектикут, где служил главным квартирмейстером и генерал-адъютантом коннектикутского ополчения до 1884 года. В 1888 году он вступил в Ацтекский клуб по праву участника мексиканской войны.
Он умер в Норуолке, Коннектикут, и был похоронен на кладбище Монт-Плезант-Семетери в Таунтоне.